# Marsala (DOC)
Le marsala est un vin à dénomination d'origine contrôlée produit dans la région de la ville italienne de Marsala en Sicile. 
Vin muté en sec ou en vin de liqueur, le marsala tel qu'il est consommé aujourd'hui est issu d'une exposition au Soleil similaire à celle utilisée pour le xérès en Espagne : les raisins sont récoltés en pleine maturité puis exposés au Soleil pendant un ou deux jours pour concentrer le sucre.

## Histoire
On attribue la popularisation du marsala au marchand anglais John Woodhouse. En 1773, il accosta au port de Marsala et découvrit le vin qu'on produisait dans la région (appelé Perspectum), dont le goût rappelait les vins fortifiés espagnols et portugais alors très en vogue en Angleterre. Le processus de fabrication de ce vin augmentait son degré d'alcool et accentuait sa saveur, tout en préservant ses qualités au cours des longs voyages par mer. Les cargaisons qu'il exporta en Angleterre connurent un tel succès qu'en 1796, John Woodhouse revint s'installer en Sicile où il créa sa propre entreprise de production, entamant ainsi une commercialisation de masse du Marsala.
En 1984, le marsala obtint l'appellation DOC (Denominazione di origine controllata, équivalent de l'appellation d’origine contrôlée). Seuls peuvent porter ce nom désormais les vins de qualité mis en bouteille dans la région d'origine du marsala.
Il existait un vin aux amandes que l'on appelait aussi Marsala. Quand il a fallu choisir le vin à mettre dans la DOC, le vin aux amandes a dû changer de nom commercial. Mais dans certains restaurants en France, on sert encore à l’apéritif du marsala aux amandes.

## Caractéristiques

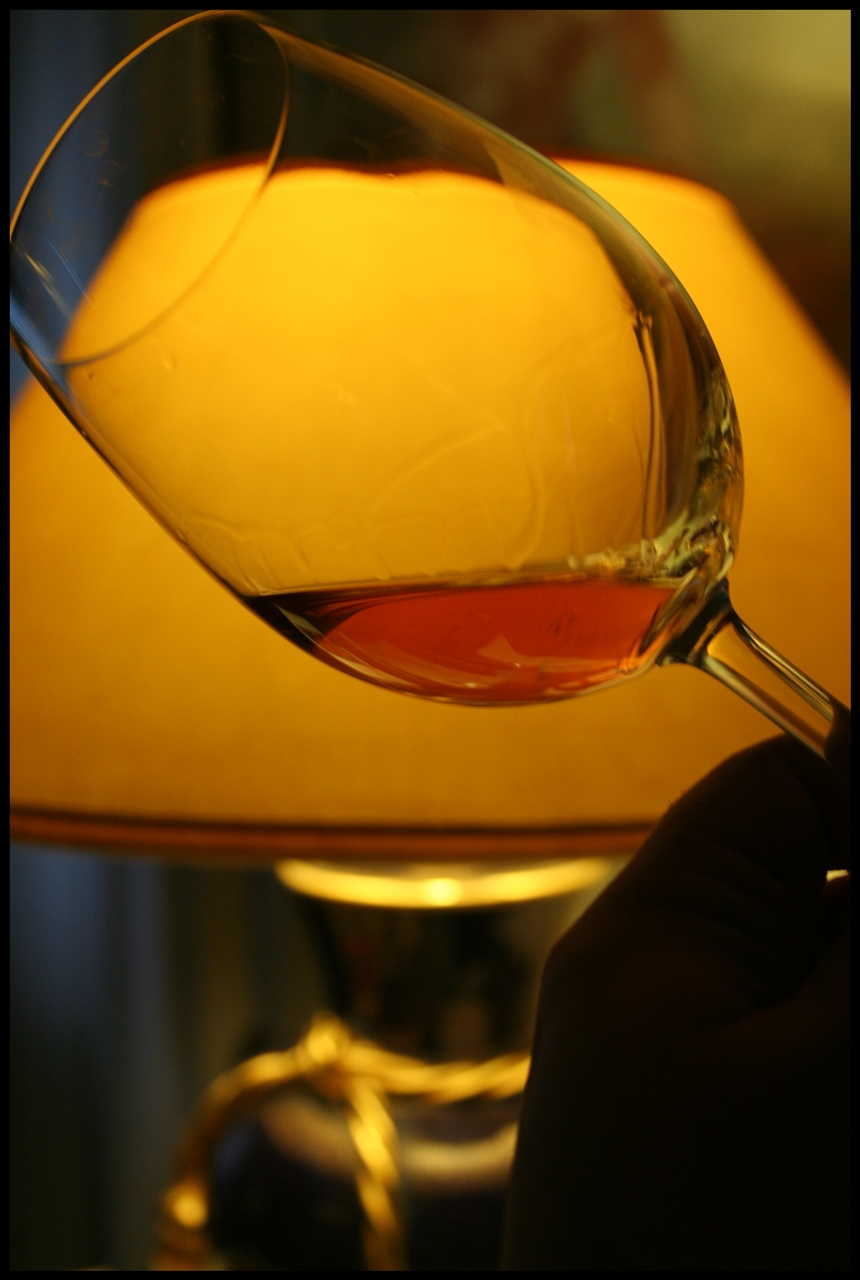
Marsala sec.

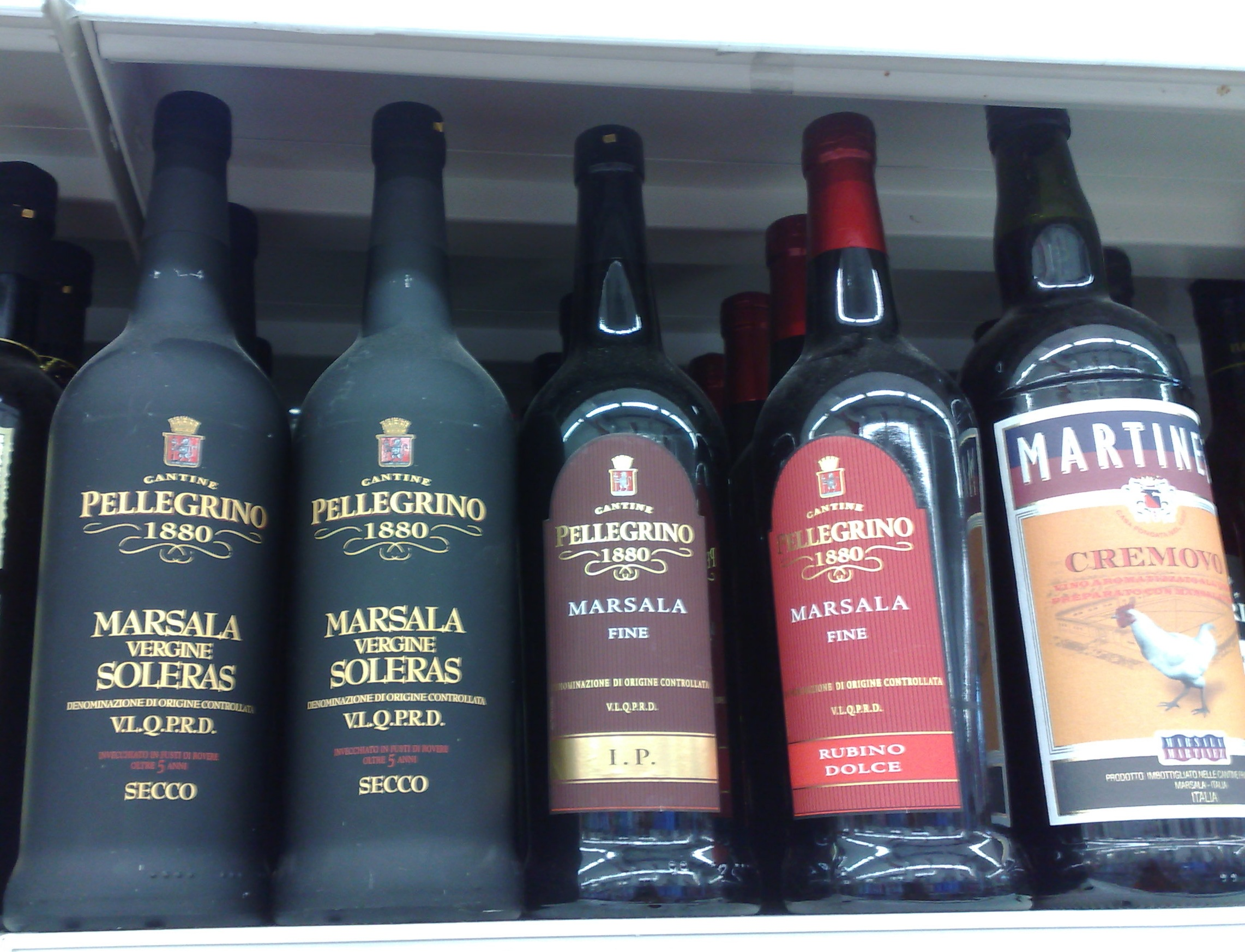
Différentes types et marques de marsala.

Divers cépages sont utilisés pour la production du marsala : 
- Cépages blancs : Grillo, Catarratto bianco comune, Catarratto bianco lucido, Inzolia, Damaschino pour la production de marsala doré et ambré ;
- Cépages rouges : Pignatello, Calabrese, Nerello mascalese, Nero d'Avola pour la production de marsala rubis.

Il existe différents types de vin de Marsala : blanc, rouge, sec et amabile (semi-doux), et différentes classifications, en fonction de leurs caractéristiques et de leur âge, parmi lesquelles :
- Marsala Fine : 17 % d'alcool minimum et un an d'âge.
- Marsala Superiore : 18 % d'alcool minimum et deux ans d'âge.
- Marsala Superiore Riserva : 18 % d'alcool minimum et quatre ans d'âge.
- Marsala Vergine Soleras : 18 % d'alcool minimum et cinq ans d'âge.
- Marsala Vergine Soleras Riserva ou Soleras Stravecchio : 18 % d'alcool minimum, 10 ans d'âge, et aucun additif hormis de l'alcool de vin ou de l'eau-de-vie.

Tous sont élevés en fûts de chêne rouvre.

## En cuisine

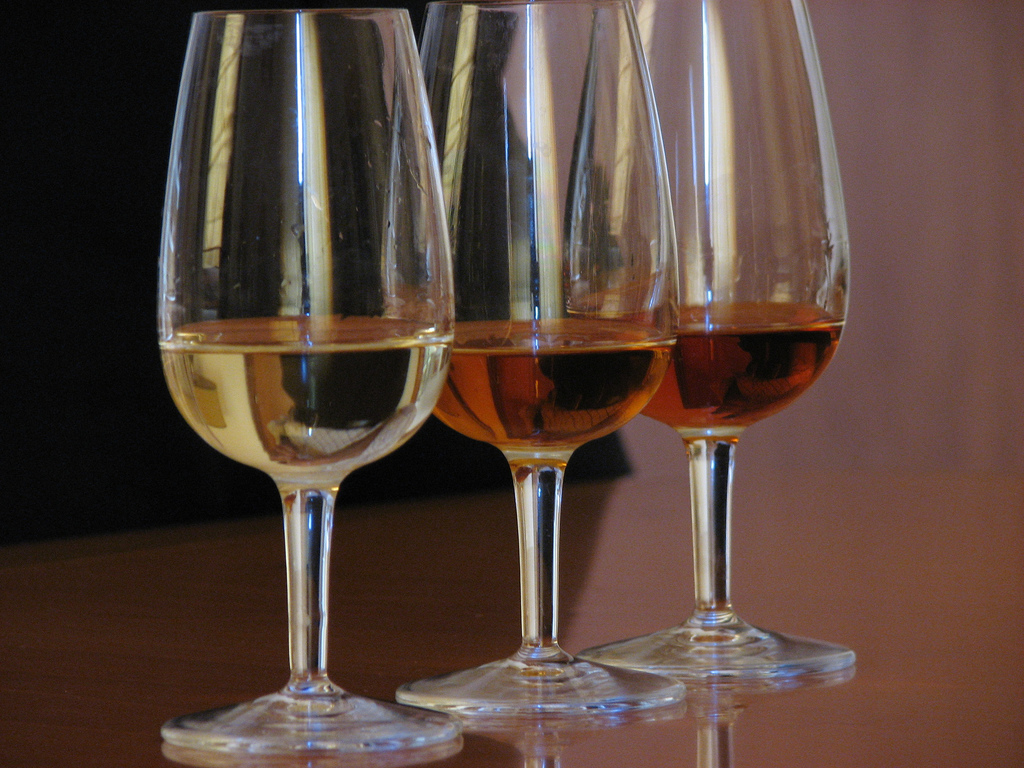
Différents types de marsala.

Utilisé selon les vins pour l'apéritif, la cuisine, ou les boissons. Il participe aux entremets comme le tiramisu, les cannoli et le sabayon, ou parfume les sauces, les beurres, etc.

## En littérature
De nombreuses références sont faites au marsala dans Le Guépard de Giuseppe Tomasi di Lampedusa, qui se déroule précisément en Sicile. Notamment, la jeune et belle Angelica déclare que s'éprendre du jeune Cavriaghi après avoir été amoureuse du beau prince Tancredi serait « comme boire de l'eau après avoir goûté du marsala ».

## En design
La couleur 18-1438, communément appelée Marsala, est la couleur de l'année établie par Pantone pour 2015. On pourra retrouver ses influences dans la mode, le design et la décoration.
Les experts réunis en comité expliquent : « Tout comme le vin qui porte le nom de Marsala, cette teinte élégante symbolise la richesse d’un repas fastueux. Quant au rouge-brun à son origine, il est synonyme de sophistication et d’originalité naturelle, explique la directrice du Pantone Color Institute, Leatrice Eiseman. Cette couleur est chaleureuse, actuelle et universelle, car elle se transpose aisément dans la mode, la beauté, le design industriel, l’ameublement et de la décoration intérieure. ».

## Sources
- (en) Cet article est partiellement ou en totalité issu de l’article de Wikipédia en anglais intitulé « Marsala wine » (voir la liste des auteurs).